# Nicarágua nos Jogos Pan-Americanos de 1991
A Nicaráguacompetiu na 11º edição dos Jogos Pan-Americanos, realizados na cidade de  Havana, em Cuba.